# Радиант

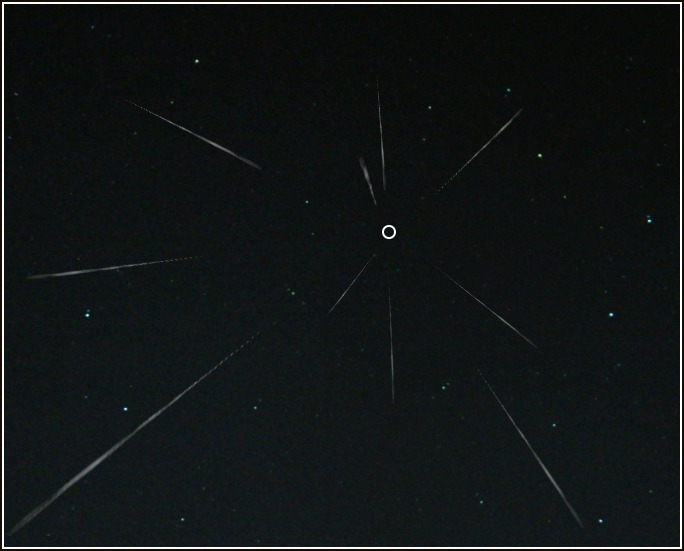
Метеорный поток и его радиант (отмечен окружностью)

Радиа́нт (лат. radians, род. п. лат. radiantis — излучающий) — область небесной сферы, кажущаяся источником метеоров, которые наблюдаются при встрече Земли с роем метеорных тел, движущихся вокруг Солнца по общей орбите.
Так как траектории метеорных тел, принадлежащих одному рою, в пространстве почти точно параллельны, то пути метеоров соответствующего метеорного потока, продолженные на небесной сфере в обратном направлении, вследствие перспективы пересекаются на небольшой площадке неба, центр которой и является радиантом.
Положение радианта обычно указывается на день максимума потока. У потоков с длительным периодом активности, например, у Персеид, радиант за это время может проходить достаточно протяженный путь по небесной сфере.

## Примеры радиантов
Как правило, периодические метеорные потоки названы в соответствии с латинскими названиями созвездий, в которых находятся их радианты (например, Геминиды — от Gemini, Близнецы), или более конкретно, от названия ближайшей к радианту яркой звезды (например, Дельта-Акварииды — от δ Aquarii, Дельта Водолея).
| Метеорный поток  | Расположение радианта в созвездии |
| ---------------- | --- |
| Эта-Акварииды    | точка с прямым восхождением α=22h20m и склонением δ=−1° |
| Дельта-Акварииды | двойной радиант, компоненты которого находятся в точках с α=22h36m, δ=−17° и α=23h04m, δ=+2° |
| Геминиды         | созвездие Близнецов (вблизи звезды Кастор) |
| Дракониды        | вблизи «головы» Дракона в точке с α=17h23m и δ=+57° |
| Квадрантиды      | созвездие Волопаса (около границы с созвездиями Геркулеса и Дракона). Во времена открытия потока эта область неба принадлежала созвездию Стенного Квадранта (Quadrans Muralis), теперь уже не существующему. |
| Леониды          | в «серпе» созвездия Льва |
| Лириды           | на границе созвездий Лиры и Геркулеса |
| Ориониды         | множественный радиант расположен на границе созвездий Ориона и Близнецов, около звезды Гамма Близнецов |
| Персеиды         | созвездие Персея, недалеко от звезды Эта Персея |
| Тауриды          | двойной радиант в созвездии Тельца |

## Определение положения радианта

### Графический метод
В пространстве при попадании в земную атмосферу метеор движется по прямой, однако на видимую небесную сферу его след проектируется в виде дуги большого круга небесной сферы. Поэтому в любительской астрономии при определении радианта определяются экваториальные координаты начала и конца следа и наносятся на звёздную карту, выполненную в гномонической проекции специального типа, называемого сеткой Лоренцони. На карте в такой проекции след метеора будет прямой линией, поэтому просто проводят через начальную и конечную точки следа прямую линию — она пройдёт через радиант. Такие прямые от двух метеоров одного потока пересекутся в радианте (точнее — в области радианта).

### Вычислительный метод
Напомним, что видимый путь метеора на небе — проекция пути метеора в пространстве на небесную сферу, представляющая собой дугу одного из её больших кругов. Этот большой круг, который называется метеорным кругом, определяется двумя точками видимого пути метеора (то есть его следа), например, начальной и конечной. Точка пересечения метеорных кругов двух метеоров будет радиантом (приближённо). 
Для определения радианта вычислительным методом сначала из наблюдения метеора устанавливаются экваториальные координаты двух точек его видимого пути. Затем по формулам сферической тригонометрии вычисляются экваториальные координаты полюса определяемого этими двумя точками метеорного круга. Получается уравнение, которому удовлетворяют координаты всех точек метеорного круга и только их (то есть метеорный круг является геометрическим местом решений этого уравнения). Затем такое же уравнение получают для второго метеора. Потом решают систему двух этих уравнений с двумя неизвестными, определяя приближённые координаты радианта. 
Если число наблюдавшихся метеоров больше двух, становится возможным применение метода наименьших квадратов к системе уравнений, написанных для каждого из них, при этом кроме определения координат радианта можно оценить и точность этого определения.

## Радиант в литературе
В фантастическом произведении братьев Стругацких «Пикник на обочине» упоминается радиант Пильмана — точка, лежащая на прямой, соединяющей Землю и Денеб.